# Polacy w Czechach

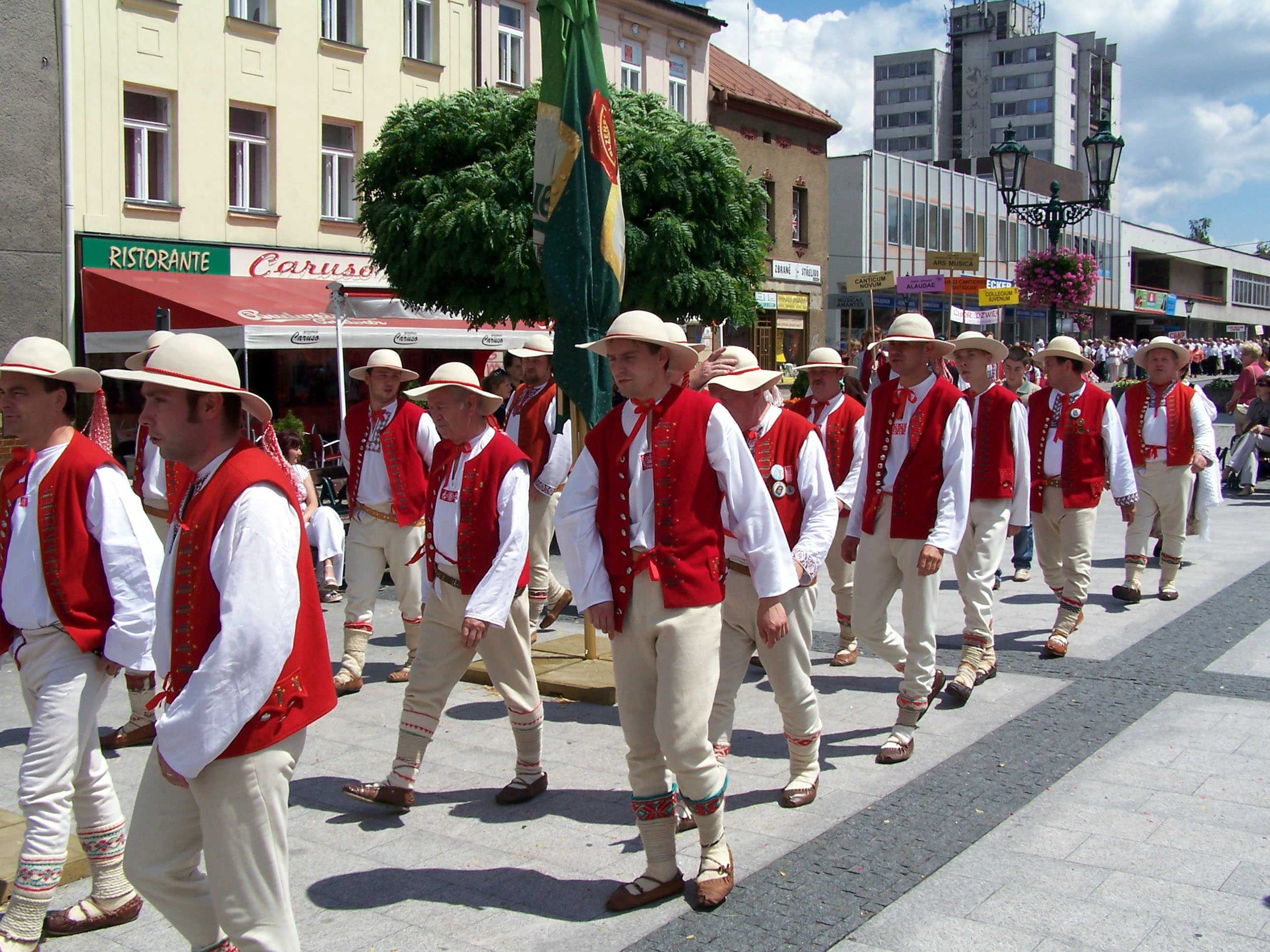
Chór męski Gorol z Jabłonkowa podczas Jubileuszowego Festiwalu PZKO 2007 w Karwinie.

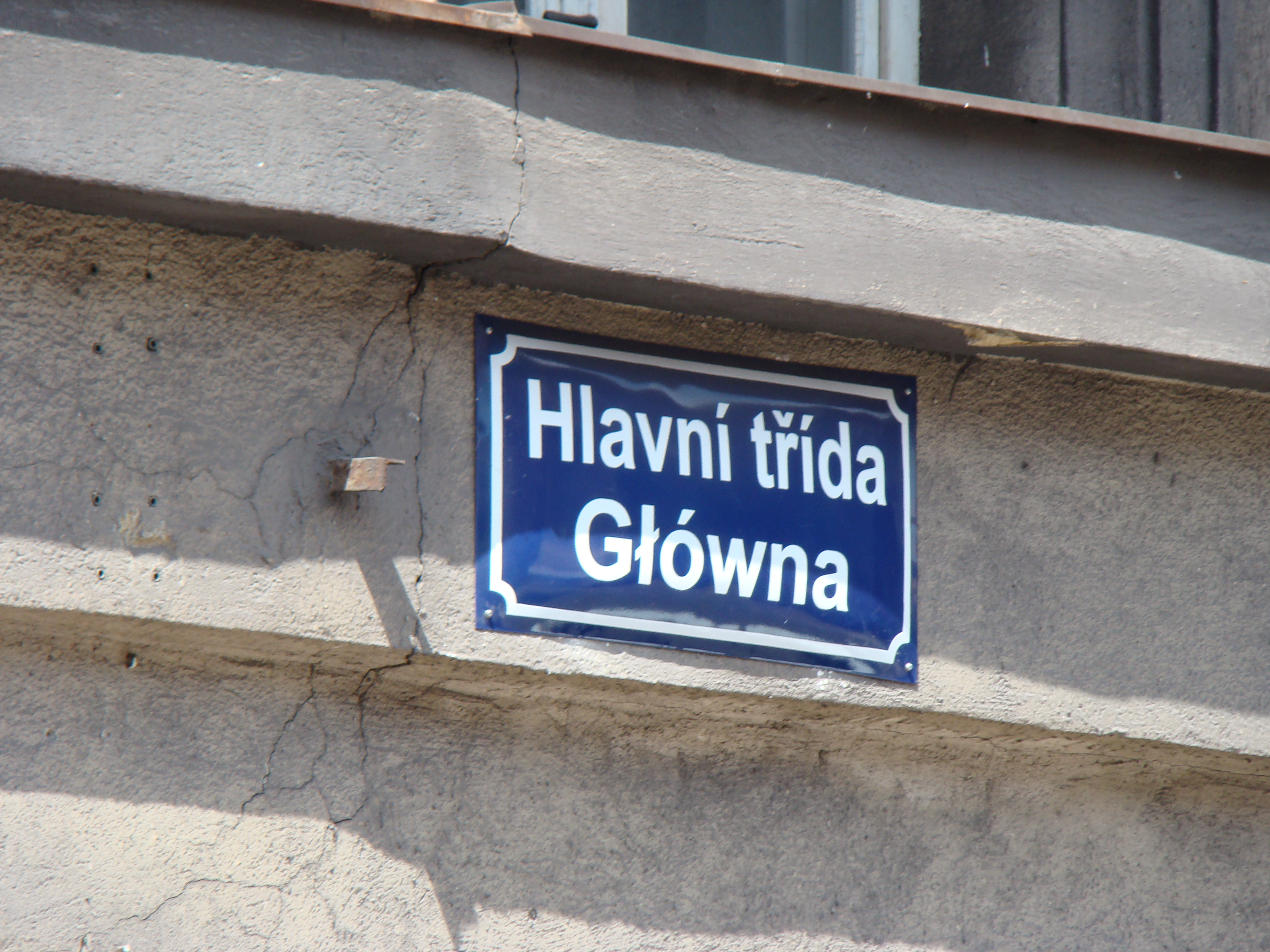
Czeska i polska nazwa ulicy w Czeskim Cieszynie

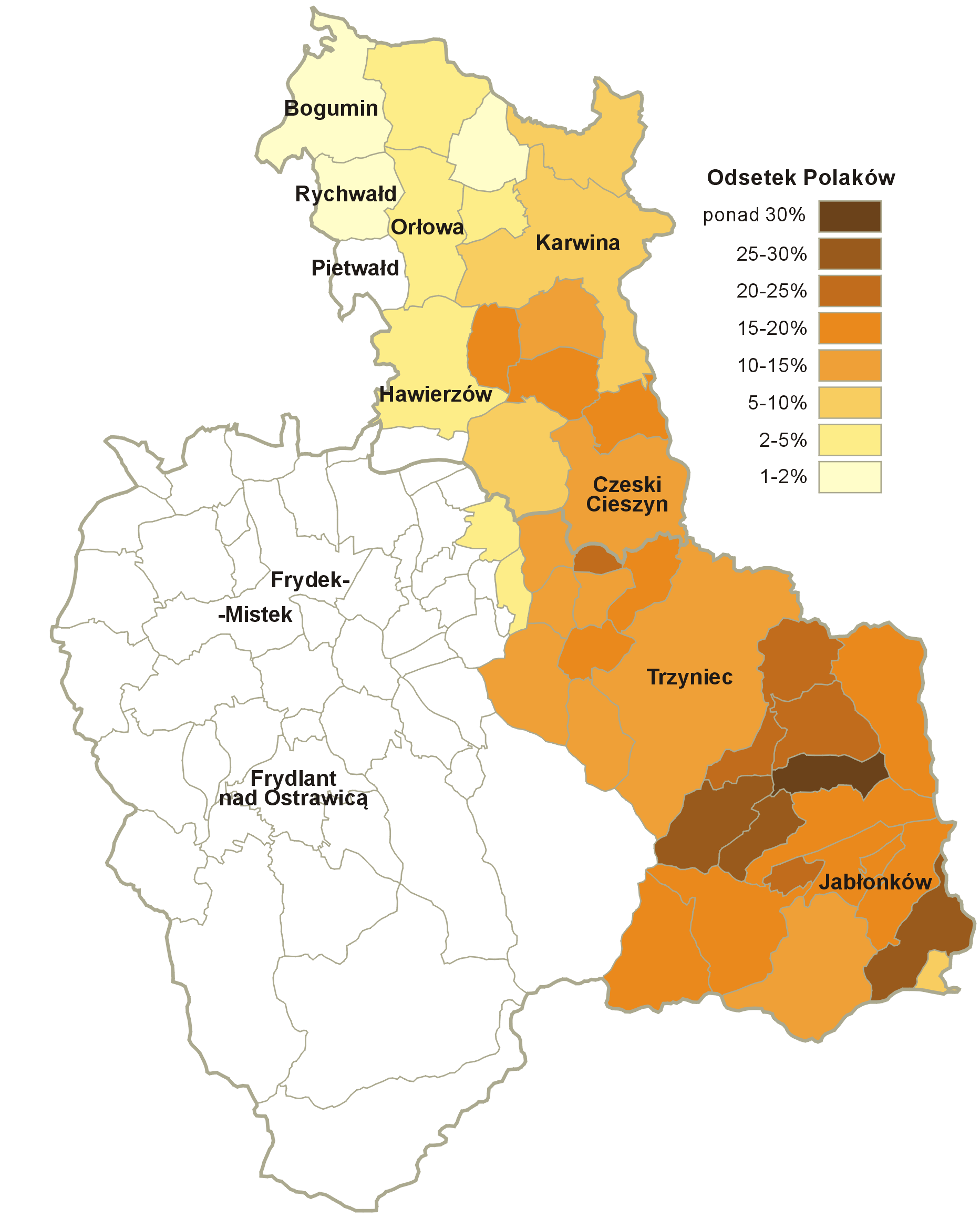
Odsetek Polaków w gminach (obec) okręgu Frydek-Mistek i Karwina na podstawie spisu powszechnego z 2021 r.

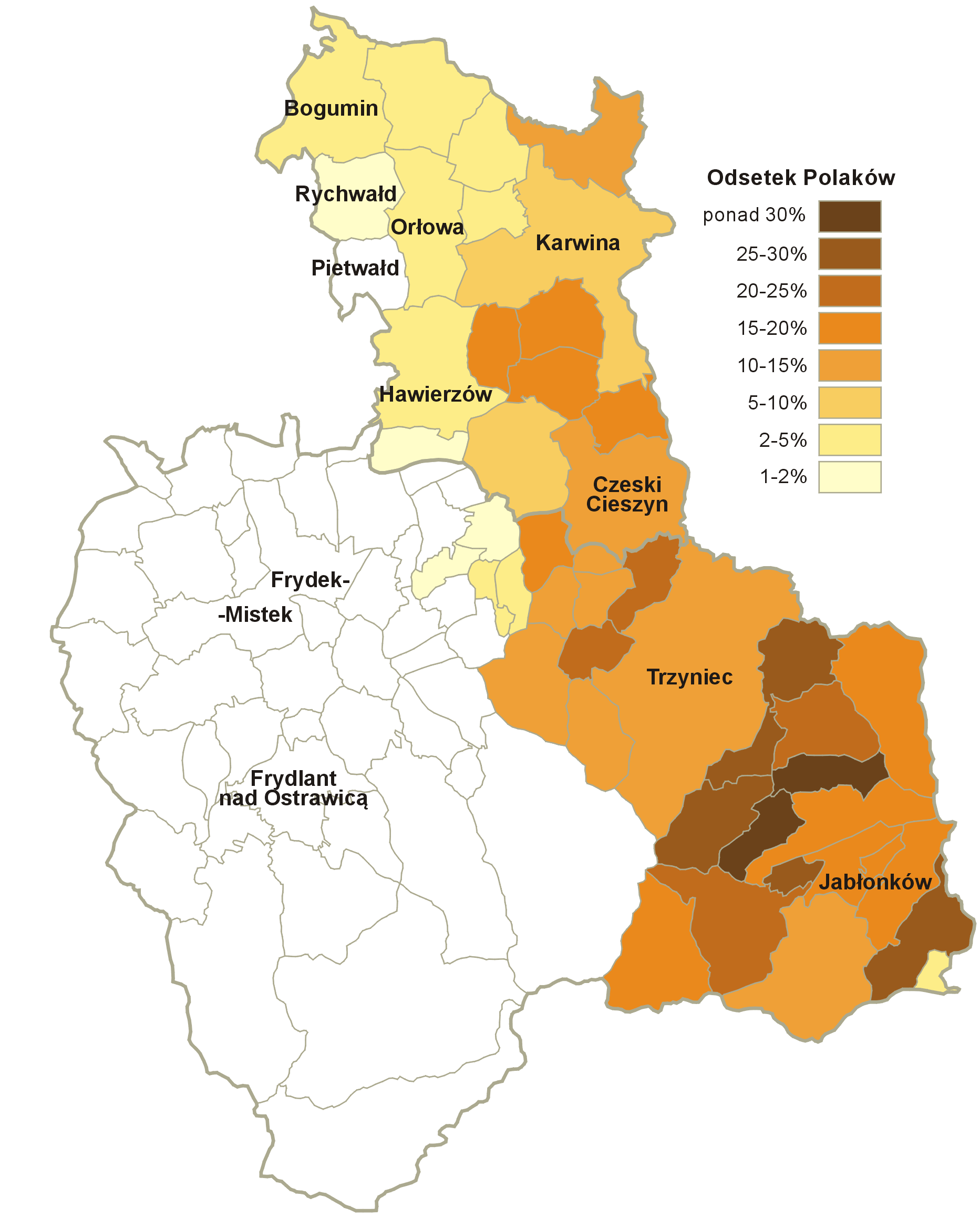
Odsetek Polaków w gminach (obec) okręgu Frydek-Mistek i Karwina na podstawie spisu powszechnego z 2011 r.

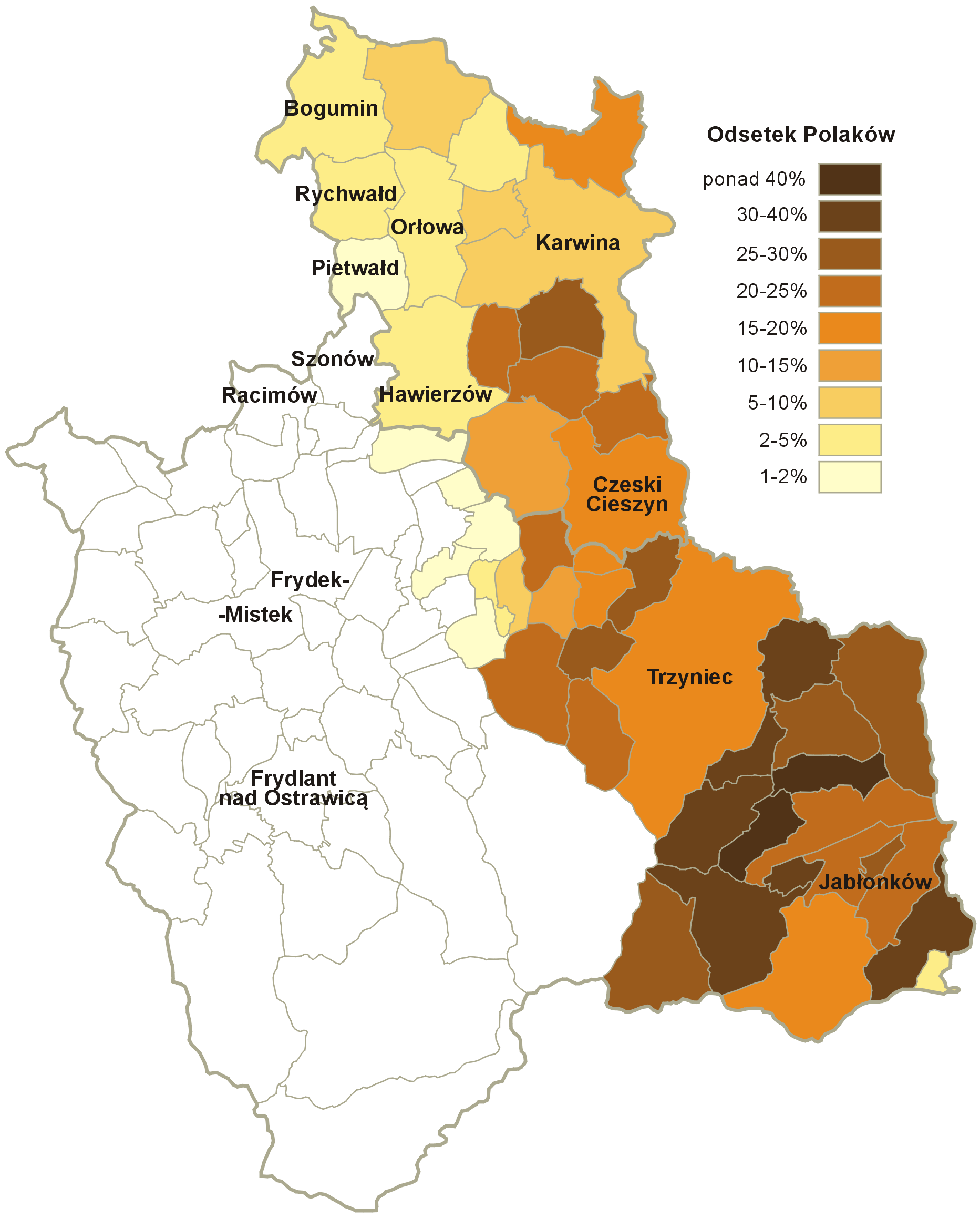
Odsetek Polaków w gminach (obec) okręgu Frydek-Mistek i Karwina na podstawie spisu powszechnego z 2001 r.

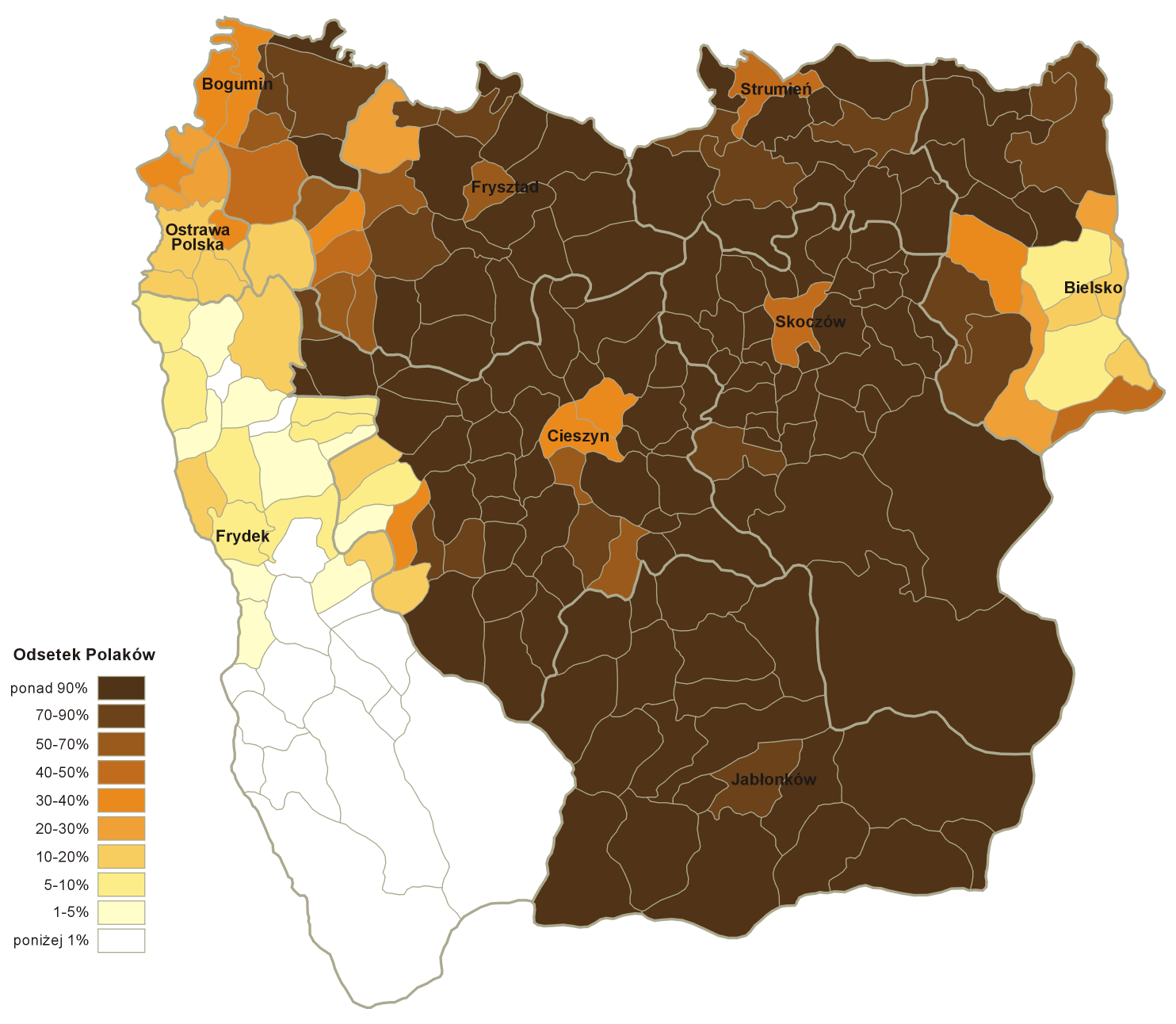
Odsetek osób używających języka polskiego jako potocznego w gminach Księstwa Cieszyńskiego w 1910 roku

Polska mniejszość narodowa/narodowościowa w Czechach jest w większości skoncentrowana na Zaolziu. W spisie powszechnym z 2011 roku 39 269 osób zadeklarowało polską narodowość jako jedyną. Liczba Polaków wciąż się zmniejsza – w 2021 roku narodowość polską jako jedyną zadeklarowały 26 802 osoby. Najważniejszymi polskimi organizacjami w tym rejonie są Kongres Polaków w Republice Czeskiej oraz Polski Związek Kulturalno-Oświatowy (PZKO), a największą i jedyną gazetą ukazujący się dwa razy w tygodniu „Głos”. Wydawany jest także miesięcznik „Zwrot”.
Oprócz części autochtonicznych Polaków z Zaolzia, w kraju żyją również Polacy z Polski przybywszy za pracą. Od wielu lat podjęło pracę wielu Polaków w Czechach – duże skupisko w Ostrawie (np. pobliskie kopalnie), w zakładach Škody w Mladej Boleslavi, a także wielu robotników budowlanych w Pradze.
W Pradze istnieje od 1990 r. rzymskokatolickie duszpasterstwo polskie przy dominikańskim kościele sv. Jiljí (św. Idziego – ul. Husova 8, na Starym Mieście); od 2019 roku (przy zborze Praha-Nové Město), a od marca 2020 roku także (przy zborze Mladá Boleslav) działają grupy polskojęzyczne Świadków Jehowy.
Większość Polaków na Zaolziu jest wyznania katolickiego, jednak blisko połowę stanowią luteranie. Największy kościół luterański w Czechach (Śląski Kościół Ewangelicki Augsburskiego Wyznania) jest w znacznej mierze spolonizowany.

## Historia
Po zakończeniu I wojny światowej, odzyskaniu niepodległości przez Polskę i Czechosłowację oraz po wytyczeniu granic państwowych, liczbę Polaków w I Republice oceniano na przeszło 100 tysięcy. W okresie międzywojennym (rok 1929) było ich ok. 160 tys., z czego 50% stanowiła ludność od dawna tam osiadła. Koncentrowała się ona na czeskiej części Śląska Cieszyńskiego (Zaolziu) i stała na wysokim poziomie kulturalnym. Ludność ta trudniła się w niemal równej części pracą na roli i w przemyśle. Ważną rolę w tym środowisku odgrywał ruch spółdzielczy. Centralną organizacją był Związek Polskich Stowarzyszeń Spożywczych, liczący ok. 20 tys. członków. Podstawę Związku tworzyło Centralne Stowarzyszenie Spożywcze dla Śląska w Łazach, posiadające ponad 16 tys. członków. Stowarzyszenie posiadało 62 domy, największą wówczas europejską piekarnię parową w Łazach oraz własne sklepy prawie w każdej większej miejscowości Śląska. Istotną rolę odgrywał także Związek Spółek Zarobkowych i Gospodarczych, będący jedną z najważniejszych polskich organizacji gospodarczych. W Czechosłowacji istniało 78 polskich szkół publicznych, do których uczęszczało ok. 14 tys. dzieci. Macierz Szkolna, licząca przeszło 60 kół terenowych, dysponowała założonym w 1909 gimnazjum im. Juliusza Słowackiego w Orłowej oraz założyła 34 szkoły prywatne, do których uczęszczało ponad 3 tys. dzieci. W ocenie ogólnej szkolnictwo polskie stało na wysokim poziomie. Polską prasę reprezentował dziennik „Robotnik Śląski” oraz 12 tygodników i miesięczników. Istniały również liczne stowarzyszenia zawodowe, np. Związek Górników i Towarzystwo Nauczycieli Polskich. Działały również organizacje oświatowo-sportowe, jak Sokół i Siła. Ochroną praw ludności polskiej zajmowała się Wzajemna Pomoc. Napływowa ludność polska, pochodząca z zachodnich powiatów Małopolski, przedstawiała niższy poziom kulturalny i organizacyjny. Rekrutowała się ona z małorolnych i bezrolnych chłopów. W omawianym okresie oceniano, że życie polskie w Czechosłowacji rozwija się prawidłowo.

## Demografia
W 1991 r. podczas czechosłowackiego spisu powszechnego narodowość polską w Czechach zadeklarowało 59 383 osób.
W 2001 r. w spisie powszechnym wśród obywateli Czech – 51 968 osób zadeklarowało narodowość polską, najwięcej tj. 38 908 osób w kraju morawsko-śląskim, jest to 5,08‰ mieszkańców kraju i 5,17‰ wśród osób, które podały przynależność narodową.
W 2011 r. w spisie powszechnym wśród obywateli Czech – 39 269 osób zadeklarowało narodowość polską, najwięcej w kraju morawsko-śląskim 28 430 (wynik nie uwzględnia mieszanych deklaracji), jest to 3,75‰ mieszkańców kraju i 5,12‰ wśród osób, które podały przynależność narodową (w trakcie spisu z 2011 r. nie ustalono narodowości dla 25,3% osób, zaś w trakcie spisu z 2001 r. nie ustalono narodowości dla 1,7% mieszkańców).
Według wyników spisu powszechnego w 2011 r., Polacy stanowili w Czechach jedyną mniejszość narodowościową, w ramach której więcej niż połowa członków (56,9%) przyznawała się do wiary religijnej. Specyfiką Polaków w Czechach jest fakt, że duży odsetek (ok. 20%) z nich tworzą protestanci.
W 2021 w spisie powszechnym wśród obywateli Czech – 26 802 osób zadeklarowało narodowość wyłącznie polską, 9814 osób narodowość złożoną polska i czeską, zaś 1294 osoby narodowość złożona polską i inną (m.in. śląską, morawską, ukraińską). Ponadto wg tego spisu w Czechach mieszkało 14 367 Polaków nie będących obywatelami Czech.

## Działalność
Polacy z Zaolzia są bardzo aktywnymi członkami wielu klubów, zespołów i stowarzyszeń działających w większości przy miejscowych kołach PZKO.

### Zespoły
- Gorol
- Chór Żeński Melodia
- ZR Błędowice
- ZF Bystrzyca
- ZT Oldrzychowice
- ZPiT Olza
- ZPiT Suszanie

## Szkoły

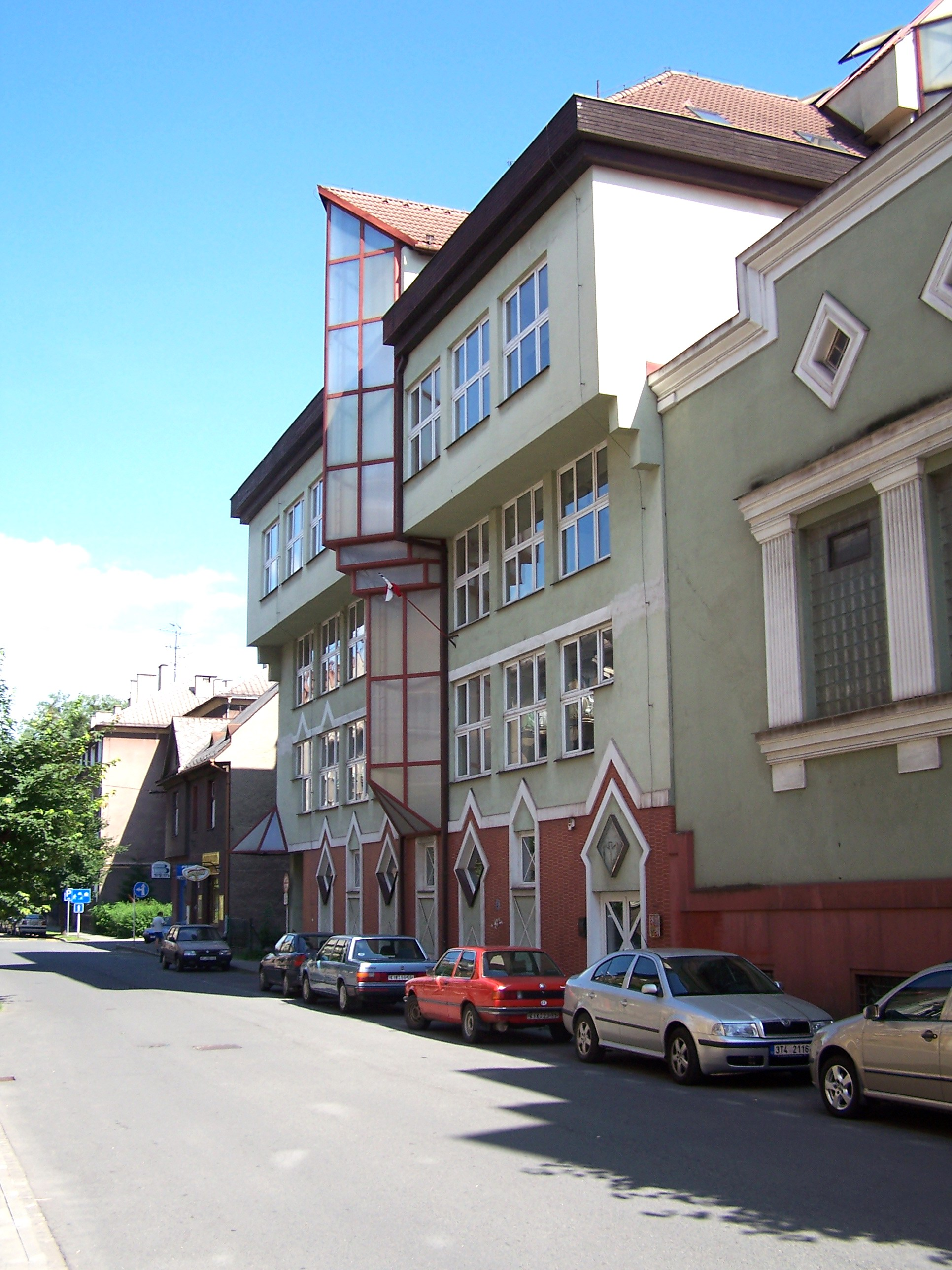
Fragment Gimnazjum Polskiego w Czeskim Cieszynie

Przed 1939 w Orłowej istniało jedyne na Śląsku Cieszyńskim polskie gimnazjum realne. Była to szkoła prywatna, ponieważ państwo czechosłowackie nie chciało finansować tego typu instytucji z własnych środków.
W 1963 w kraju północnomorawskim istniało 91 różnego typu szkół z polskim językiem nauczania, w tym dwa licea ogólnokształcące i cztery szkoły zawodowe. Oprócz tego w szkołach czeskich istniały klasy polskie. Polskich przedszkoli było sześćdziesiąt. Do wszystkich tych placówek uczęszczało łącznie 11.000 dzieci, a nauczało w nich ponad pięćset polskich nauczycieli i wychowawców.
Polskie Gimnazjum imienia Juliusza Słowackiego z polskim językiem nauczania w Czeskim Cieszynie, popularnie znany jako Gimpel, kontynuujące tradycje gimnazjum orłowskiego z 1909. W szkole działa kółko fotograficzne, SZ.K.A.P.A. (Szkolne Kółko Alternatywnych Prezentacji Artystycznych), chór mieszany Collegium Iuvenum i Klub Sportowy Gimpel (koszykówka, piłka nożna, siatkówka, floorball, tańce nowoczesne).